# Nikolaj Nikolaevič Judenič
Nikolaj Nikolaevič Judenič (in russo Николай Николаевич Юденич?; Mosca, 30 luglio 1862 – Saint-Laurent-du-Var, 5 ottobre 1933) è stato un generale e politico russo.
Generale dell'Armata imperiale russa durante la prima guerra mondiale, ottenne numerosi successi militari sul fronte del Caucaso contro le forze dell'Impero ottomano. Durante gli anni della Guerra civile russa del 1918-1922 fu uno dei principali leader della controrivoluzione nella Russia nord-occidentale.

## Carriera militare
Nikolaj Nikolaevič Judenič nacque a Mosca. Formatosi al Collegio Militare Aleksandrovskij (dove studiò fino al 1881), si diplomò all'Accademia dello Stato Maggiore nel 1887 e proseguì la sua carriera di ufficiale dell'esercito russo al comando di un reggimento durante la guerra Russo-Giapponese del 1904-1905. Successivamente ricevette la nomina a comandante del Distretto Militare di Kazan' (1912) e poi nel 1913 del Distretto Militare del Caucaso. Subito dopo lo scoppio delle ostilità nell'autunno del 1914 contro l'Impero Ottomano nella Prima Guerra Mondiale, il generale Judenič, allora nello Stato Maggiore dell'Armata del Caucaso, ottenne una vittoria nella battaglia di Sarıkamış contro le truppe turche comandate da Ismail Enver.

## Comandante in Caucaso
Nel gennaio del 1915 fu nominato Comandante in Capo dell'Armata del Caucaso in sostituzione del generale Voroncov. Judenič provò a sfruttare la superiorità delle truppe russe avanzando in territorio turco nella zona del lago di Van. Nel maggio del 1915 i russi riuscirono ad occupare la città di Van, ma furono costretti a ripiegare due mesi dopo. In agosto i turchi rioccuparono la città. L'arrivo del Granduca Nicola il Giovane, appena rimosso dal ruolo di Comandante in Capo di tutte le armate della Russia e nominato comandante della regione del Caucaso, consentì al generale Judenič di avere mano libera per le operazioni nella zona di Van ed in settembre i russi ripresero la città. Tuttavia i combattimenti in questa regione continuarono per i successivi 14 mesi con risultati alterni, senza che nessuno dei due schieramenti riuscisse a prevalere sull'altro.

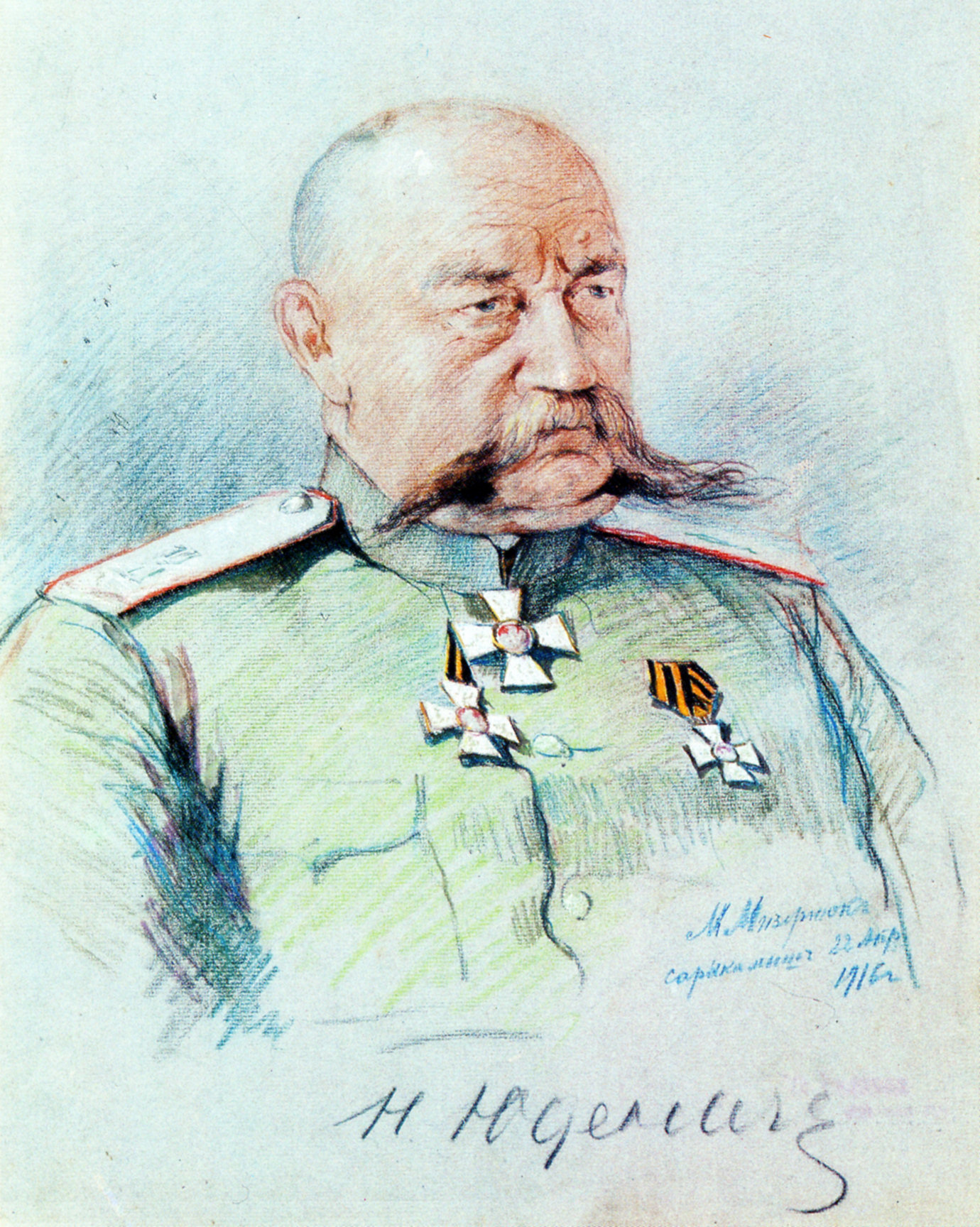
il generale in un dipinto

Nel 1916, durante una nuova grande offensiva dell'Armata del Caucaso, Judenič ottenne una vittoria contro i turchi nella battaglia di Erzurum, la principale fortezza ottomana dell'Anatolia orientale e sede del quartier generale della Terza Armata mentre sulla costa del Mar Nero i russi conquistarono la città di Trebisonda, l'odierna Trabzon. Nell'estate dello stesso anno, nonostante la presenza del generale turco Mustafa Kemal, fallì la controffensiva dei turchi che era culminata nella battaglia di Erzincan, altra fortezza turca ad ovest di Erzurum. I successi ottenuti dall'Armata del Caucaso nell'Anatolia Orientale, per quanto limitati, ebbero una qualche influenza sul Genocidio Armeno.

## La guerra civile russa
In seguito alla Rivoluzione Russa del febbraio-marzo 1917, il nuovo governo rimosse Judenič dal comando dell'Armata del Caucaso e lo mandò in un settore del fronte di importanza secondaria. Nel mese di aprile il generale lasciò l'esercito russo.
Un anno dopo la Rivoluzione d'ottobre del 1917, Judenič riparò in Finlandia, per poi raggiungere nel 1919 l'Estonia. Judenič decise di intervenire nella Guerra Civile Russa ed al comando di una piccola armata di truppe volontarie lanciò in maggio un'offensiva verso Pietrogrado (San Pietroburgo), una delle due capitali del dissolto Impero Russo, ma fu costretto a ripiegare in Estonia.
Nel luglio del 1919 l'ammiraglio Aleksandr Kolčak, capo del governo Bianco insediato in Siberia, riconobbe Judenič come comandante in capo della regione del Nord Ovest. Con questo nuovo ruolo ufficiale ed il sostegno finanziario delle Potenze Occidentali, egli riorganizzò le forze bianche nella zona del Baltico come Armata Bianca del Nord Ovest, della quale assunse il comando militare. Judenič inoltre divenne membro del "governo" controrivoluzionario del Nord Ovest, creato anch'esso con l'aiuto delle Potenze Occidentali, soprattutto la Gran Bretagna, che aveva anche inviato alcune navi per supportare le operazioni militari contro i Rossi nella regione del Baltico.
Nei successivi mesi Judenič si dedicò all'addestramento ed all'organizzazione dell'Armata, forte di circa 20000 soldati, grazie al finanziamento deciso dal governo britannico. All'inizio dell'ottobre 1919, Judenič decise di lanciare l'offensiva contro Pietrogrado.
L'autunno del 1919 fu il periodo più critico della Guerra Civile, poiché la maggior parte delle Armate Rosse erano impegnate severamente su fronti diversi e lontani (contro le forze di Kolčak in Siberia e contro le armate dei Cosacchi in un ampio territorio fra il sud della Russia e l'Ucraina), i Bolscevichi potevano disporre solo di esigue forze nella zona di Pietrogrado.
La possibilità di successo dell'attacco su Pietrogrado dipendeva anche dall'eventuale supporto da parte dei nazionalisti Bianchi finlandesi, coinvolti anch'essi in una guerra civile contro i Rossi.
Comandante in capo dell'appena creato esercito finlandese era allora l'ex ufficiale dall'Armata Imperiale Russa Carl Gustaf Emil Mannerheim, amico personale di Judenič, il quale richiese al presidente della Finlandia Ståhlberg che le forze finlandesi partecipassero all'attacco.
Judenič in cambio dell'aiuto si impegnava a riconoscere l'indipendenza della Finlandia e l'alleanza del nuovo Stato con le Potenze dell'Intesa. Tuttavia l'ammiraglio Kolčak, che era formalmente il leader politico di riferimento per l'Armata Bianca, non aveva intenzione di riconoscere l'indipendenza della Finlandia, fino al 1917 territorio controllato dalla Russia. Per questa ragione Ståhlberg rifiutò di partecipare e Judenič attaccò Pietrogrado con le sole truppe a sua disposizione.
Il 19 ottobre 1919 l'Armata Bianca del Nord Ovest raggiungeva la periferia della seconda capitale. In dissenso con la maggior parte degli elementi del governo bolscevico a Mosca, rassegnata alla caduta di Pietrogrado, Lev Trockij decise di recarsi nella città per organizzare personalmente la difesa. I lavoratori delle industrie furono armati e schierati accanto alle truppe dell'Armata Rossa. Nello scontro decisivo le forze di Judenič non riescono a prevalere ed all'inizio di novembre il generale decide la ritirata verso l'Estonia.
L'Armata del Nord Ovest viene disarmata e successivamente evacuata dalla Flotta Britannica. Judenič andò in esilio in Francia. Nei restanti anni della sua vita "l'Eroe del Caucaso" non ebbe alcun ruolo fra i rifugiati russi e i reduci dell'Armata Bianca. Judenič morì a Saint-Laurent-du-Var, sulla Riviera Francese vicino a Nizza il 5 ottobre 1933.